# بيت المفتي
بيت المفتي هو بيت يقع على تقاطع شارع الرينبو وشارع مانجو في حي جبل عمان في العاصمة عمان، الأردن. مثل العديد من المنازل الأخرى في جبل عمان ومثل منزل مانجو الذي يقع في نفس الشارع، خلال 70 عام أصبحت المنطقة الامامية للمنزل مشجرة بشكل كبير وجدار حجري متدرج يغطيه نبات اللبلاب من الشارع الرئيسي.

## التاريخ
تم بناء بيت المفتي في اواخر عشرينات القرن الماضي على طراز عكراوي ومنزل حابو التي تقع في الجنوب  ، تم بناء المنزل من قبل عمر حكمت وتم بيعه لرجل السياسة الشركسي سعيد المفتي في منتصف الثلاثينيات. المفتي الذي أصبح لاحقا عمدة عمان، فقد قدم اضافات عديدة إلى المنزل كما هيمن الطابع السياسي على المنزل. فأضاف المطبخ الجديد والمراحيض وغرفة الطعام في ما سيصبح في نهاية المطاف كالمنازل الحالية. والأهم من ذلك فقد اضأف المفتي شرفة امامية بارزة خلال الخمسينيات ، وفي نفس الوقت تقريبا تم بناء منزل اخر شرق المنزل الاصلي من قبل شوكت شقيق المفتي. انتقل المفتي في نهاية المطاف إلى المنزل حيث بقي فيه حتى وفاته، اما زوجة المفتي فما زالت تقيم في المنزل إلى اليوم.

## العمارة
على غرار نمط بيت عكراوي وحابو، يتميز بيت المفتي بواجهة امامية خضراء مكشوفه، في نمط العمارة بعمان. تتميز الشرفة الأمامية المطلة بأعمدة من الحجر الوردي على غرار الحجر المستخدم من قبل في منزل مانجو في الشارع، لا يواجه بيت المفتي الشارع، بل ينظر في اتجاه الجبل الاخضر على الجانب الآخر من عمان.